# شعبة صلاحي (الظهار)
شعبة صلاحي محلة تابعة لقرية عيقره العلياء، التابعة لعزلة انامر بمديرية الظهار إحدى مديريات محافظة إب في الجمهورية اليمنية.، بلغ تعداد سكانها 29 حسب تعداد اليمن لعام 2004.